# PRODUCE X 101 - FINAL
『PRODUCE X 101 - FINAL』（プロデュース エックス　ワンオーワン　ファイナル）は、2019年7月20日にStone Music Entertainmentから配信限定でリリースされたPRODUCE X 101のミニアルバム。

## 概要
本作は2019年5月から7月まで韓国等アジアで放送されている公開オーディション番組「PRODUCE X 101」のオーディションに使用されているオリジナル曲を収録したデジタルアルバムとしてリリースされた。
101人の練習生のうち、視聴者投票を経て選ばれた20人が、様々なジャンルの課題曲に2つのチームに分かれ挑戦（番組内で「デビュー評価」と言われる）するが、その課題曲の3曲すべてを収録している。収録曲は2019年7月19日放送の「PRODUCE X 101」で公開放送で3曲すべて歌われている。

## 収録曲
1. 소년미（少年美）(3:46)
参加メンバー - ソン・ユビン、キム・ウソク、ハム・ウォンジン、カン・ミンヒ、トニー、ク・ジョンモ、イ・ハンギョル、イ・ジンヒョク、ナム・ドヒョン、ソン・ドンピョ
2. To My World(3:23) 
参加メンバー - チョ・スンヨン、ハン・スンウ、イ・ウンサン、キム・ミンギュ、イ・セジン、ファン・ユンソン、チャ・ジュノ、キム・ヨハン、ソン・ヒョンジュン、クム・ドンヒョン
3. 꿈을 꾼다'(Dream For You)'(3:47)
参加メンバー - デビュー評価に参加した20人全員。

## チャート成績
韓国のメロン週間チャートで「소년미（少年美）」は94位、「To My World」は96位にランクインした。